# Rafael Bianchi
Rafael Alberto Bianchi Gandín (Montevideo, 7 de enero de 1971) es un exfutbolista uruguayo que jugaba como delantero y militó en clubes de Uruguay, Argentina, Chile y Costa Rica. Hoy en día es el chofer de la Rafaneta del E, actual Bicampeón en Adic con los Galacticos de la Sub-15. Ganando la Copa Fraternidad 2022 y la Copa de Oro 2023 sumando 0 derrotas.

## Clubes
| Club                            | País       | Año       |
| ------------------------------- | ---------- | --------- |
| Central Español                 | Uruguay    | 1987-1988 |
| Nacional                        | Uruguay    | 1989      |
| Lanús                           | Argentina  | 1990      |
| Palestino                       | Chile      | 1991      |
| Cerro                           | Uruguay    | 1992      |
| Everton                         | Chile      | 1993      |
| Bella Vista                     | Uruguay    | 1994      |
| Nacional                        | Uruguay    | 1995      |
| Rampla Juniors                  | Uruguay    | 1996      |
| Huracán de Corrientes           | Argentina  | 1996-1997 |
| Almirante Brown                 | Argentina  | 1997-1998 |
| Huracán de Corrientes           | Argentina  | 1998-1999 |
| Herediano                       | Costa Rica | 2000      |
| Escuela y Liceo Elbio Fernandez | Uruguay    | 2023      |